# Отважный Ю
«Отважный Ю», также известен как «Вратарь Ливерпуля» (норв. Keeper'n til Liverpool) — норвежский комедийный фильм 2010 года.

## Сюжет
Страсть главного героя по имени Ю - коллекция футбольных карточек. Ему 13 лет, он живёт с мамой. Парень довольно слабохарактерный и не может дать отпор своему однокласснику-сверстнику, который регулярно заставляет Ю делать за него домашнее задание и всячески издевается над ним. Что касается самого футбола, то Ю боится выйти на поле. Вообще, на протяжении всего фильма представлены различные комические представления главного героя и его мамы о том, что Ю может оказаться в опасной ситуации. Немаловажную роль в фильме сыграет карточка вратаря «Ливерпуля», которую хотят получить многие. Ю нашёл такую карточку и считает, что она принесёт ему удачу.
В классе, где учится Ю, появляется новенькая ученица Мари. Ю в неё влюбляется. Здесь то и начинаются переломные изменения в жизни главного героя...

## Актёры
- Аск фон дер Хаген — Ю
- Сюзанна Бучер — Мари
- Юстейн Брокс — Том Эрик
- Маттис Аскер — Эйнар
- Андрине Сетер — Элс, мама Ю
- Кюрре Хеллум — Стейнар
- Фритьов Сохейм — Ивер
- Тор Саген — учитель
- Ане Киркенг Йоргенсен — Нина
- Стиан Аспелунд — Пер
- Каре Конради
- Труде Бьерке Стрём
- и другие

## Премьеры
| Страна   | Дата премьеры    |
| -------- | ---------------- |
| Норвегия | 22 октября 2010  |
| Исландия | 30 сентября 2011 |
| Германия | 2 октября 2011   |
| Словения | 9 ноября 2011    |
| Венгрия  | 3 апреля 2012    |

## Награды
- 2011: премия «Хрустальный медведь» в категории Лучший художественный фильм конкурса для юношества на Берлинском кинофестивале